# Habitatge al carrer Segle XX, 13 (Tàrrega)
El Carrer Segle XX, 13 és una casa eclèctica de Tàrrega (Urgell) protegida com a bé cultural d'interès local.

## Descripció
És un edifici d'habitatges construït a principis del segle xx, amb una planta rectangular i molts metres quadrats de superfície. Està estructurat en quatre nivells: la planta baixa i dues més destinades a habitatge i golfes. Es va construir aproximadament l'any 1900.
El mur està resolt amb pedra i recobert d'arrebossat, deixant entreveure l'emmarcament de les obertures. Està cobert amb teula àrab i a doble vessant. Tota la façana està repleta d'obertures creant així un barroquisme ple i exagerat de finestrals en tota la superfície exterior.
A la planta baixa hi ha un total de nou portes, unes al costat de les altres, respectant la mínima distància entre si. A la part central s'hi troba la portalada d'accés a l'edifici la qual té una llinda i està flanquejada per dos pilars acanalats adossats al mur. Aquests estan sobre dos basaments molt alts, esvelts i coronats per dos capitells jònics. La resta d'obertures, a banda i banda, són també amb llinda però moltes estan actualment tapiades.
Al primer i segon pis trobem la mateixa solució pel que fa a les obertures. Hi ha nou finestrals a cada planta, de forma rectangular, amb llinda i emmarcats amb pedra. Cinc d'aquests són en forma de balcó amb una barana de forja i sostinguts per dues mènsules decorades a la part inferior. L'única diferència que hi ha entre les obertures de la primera i de la segona planta és el motiu arquitectònic que es troba en algunes de les finestres del segon pis. Es tracta d'un emmarcament piramidal i al seu interior s'hi dibuixa un element que està envoltat de volutes. Aquest motiu només hi és a les finestres que tenen balcó.
Les golfes s'obren a la façana mitjançant nou petites obertures quadrangulars molt simples.